# Valtiontalo
La Maison de l'État (finnois : Valtiontalo), anciennement Maison de la garde (finnois : Jyväskylän suojeluskuntatalo), est un bâtiment situé à Jyväskylä en Finlande.